# Karči Holec
Karči (Karel) Holec (mađarski Holecz Károly) (Monošter, 24. veljače, 1969. –) mađarski slovenski je pisac, novinar, urednik tjednika mađarskih Slovenca Porabja. Danas živi u Andovcima. U susjednih Števanovcih pohađao je osnovnu školu, gimnaziju u Körmendu. Slovenski jezik je učio u Sambotelu. Bio je načelnik Andovaca 1994. – 2006. godine.
Na prekomurskom jeziku (na porabskom narječju) piše članke i dopise. 2003. godine je izdao samostalnu slovensko-prekomursku knjigu.

## Djelo
- Andovske zgodbe/Andovske prpovejsti (Andovske povijesti), 2003.